# 中央广播电视总台8K超高清频道
中央广播电视总台8K超高清频道（亦称中国中央电视台8K超高清频道，中文台标为“ 超高清”，简称央视8K超高清频道），是中央广播电视总台于北京时间2021年2月1日早上10时开始试播、并于2022年1月24日正式开播的一条8K超高清电视频道，也是全球第二个正式对外播出的8K超高清电视频道、首个中文8K超高清电视频道，以及首个面向整个中国大陆播出的超高清电视频道。

## 简介
2019年12月4日，中央广播电视总台台长慎海雄在2019年CGTN全球媒体峰会中，透露总台计划在2022年北京冬奥前开播8K超高清实验频道。
该频道采用中国AVS3视频编码标准，首先于2021年2月1日至2月28日在总台内部IP网以组播方式进行试播，同时联合中国大陆四大电信运营商（中国移动、中国联通、中国电信、中国广电）在设置于北京、上海、广州、深圳、成都、杭州、济南、海口、青岛等9个城市公共场所的30多个超高清大屏幕及8K电视机上播出该频道的试播信号，并首次以8K超高清格式直播2021年中央广播电视总台春节联欢晚会。
2022年1月24日11:00，CCTV-8K正式开播，同日“百城千屏”公共大屏项目启动。正式开播后的CCTV-8K每天7:00-23:00播出（开播当日除外，并且可能随节目安排延后节目结束时间），仍将通过中国大陆各地的超高清公共大屏幕播出，并在2022年北京冬奥会期间首先在北京和广东的有线电视网络落地。
2023年8月起，该频道开始在中央广播电视总台“央视频”APP播出，不过移动端只提供最高1080P的画质，用户需投屏到电视才可欣赏到超高清画质的电视节目。